# Bernardo Rosengurtt
Bernardo Rosengurtt Gurvich (Montevideo, 1916 - 1985) fue un botánico, profesor y destacado agrostólogo uruguayo. El Herbario de la Facultad de Agronomía de la Universidad de la República lleva su nombre, en homenaje a su trayectoria.

## Biografía
Ingresó en 1952 a la Facultad de Agronomía de la Universidad de la República. Sus hermanos fueron: Zulema, Dora y David. Se casó con Noemí García Zorrón y tuvieron dos hijos, José y Ana.

## Algunas publicaciones
- Sucesión. Concepto de la tendencia climácica
- Estudios sobre praderas naturales del Uruguay (5.ª Contribución. Ed. Barreiro y Ramos. Montevideo; pp. 44-57; pp. 4-11, 185-192. 1946)

### Libros
- Gramíneas uruguayas. (Bernardo Rosengurtt, Blanca R Arrillaga, Primavera Izaguirre. Colección Ciencias 5, Montevideo. 489 pp. 1970)
- El carácter lípido del endosperma central en especies de gramíneas (Boletín Universidad de la República, Facultad de Agronomía N.º 124. 43 pp. 1972)

## Honores

### Epónimos
- El 24 de agosto de 2007, se dio cumplimiento a una Resolución del CDC de la Universidad de la República, se nominó a la EE Prof. Bernardo Rosengurtt, en homenaje a sus méritos académicos, actividad de cogobierno y distinguida labor como Decano de la Facultad de Agronomía.[2]

- Herbario Bernardo Rosengurtt de la Facultad de Agronomía[3]

Especies
- (Amaranthaceae) Amaranthus rosengurttii Hunz.[4]

- (Apiaceae) Ammoselinum rosengurttii Mathias & Constance[5]

- (Asteraceae) Eupatorium rosengurttii Cabrera[6]
- (Asteraceae) Hypochaeris rosengurttii Cabrera[7]
- (Asteraceae) Hypochaeris rosengurttii var. rosengurttii[7]

- (Iridaceae) Sisyrinchium rosengurttii I.M.Johnst.[8]

- (Malvaceae) Pavonia rosengurttii Krapov. & Cristóbal[9]

- (Poaceae) Axonopus rosengurttii G.A.Black[10]

- (Poaceae) Nassella rosengurttii (Chase) Barkworth[11]

- (Poaceae) Setaria rosengurttii Nicora[12]
- (Poaceae) Stipa rosengurttii Chase[7]
- (Portulacaceae) Portulaca amilis var. rosengurttii D.Legrand[7]

- La abreviatura «Roseng.» se emplea para indicar a Bernardo Rosengurtt como autoridad en la descripción y clasificación científica de los vegetales.[13]